# NGC 4976
NGC 4976 (другие обозначения — ESO 219-29, PGC 45562) — эллиптическая галактика (E4) в созвездии Центавр.
Этот объект входит в число перечисленных в оригинальной редакции «Нового общего каталога».